# Guda van Waldeck-Pyrmont
Guda van Waldeck-Pyrmont (Arolsen, 22 augustus 1939) is een prinses uit het Huis Waldeck Pyrmont. Zij is het jongste kind en de vierde dochter van prins Jozias van Waldeck-Pyrmont en Altburg Marie van Oldenburg. Haar vader was een, na de Tweede Wereldoorlog, veroordeelde Höhere SS und Polizeiführer. Haar oudtante was de Nederlandse koningin Emma en haar oudoom was de Nederlandse prins Hendrik van Mecklenburg-Schwerin.
Zelf trouwde ze op 9 september 1958 met prins Frederik Willem van Wied, sinds 2000 8e Fürst zu Wied (eveneens gerelateerd aan het Nederlands vorstenhuis), met wie ze twee kinderen kreeg:
- Alexander (*1960)
- Carl (1961-2015)

Het paar scheidde in 1962. In 1968 hertrouwde ze met Horst Dierkes. Met hem kreeg ze nog twee zonen. 